# Jerka

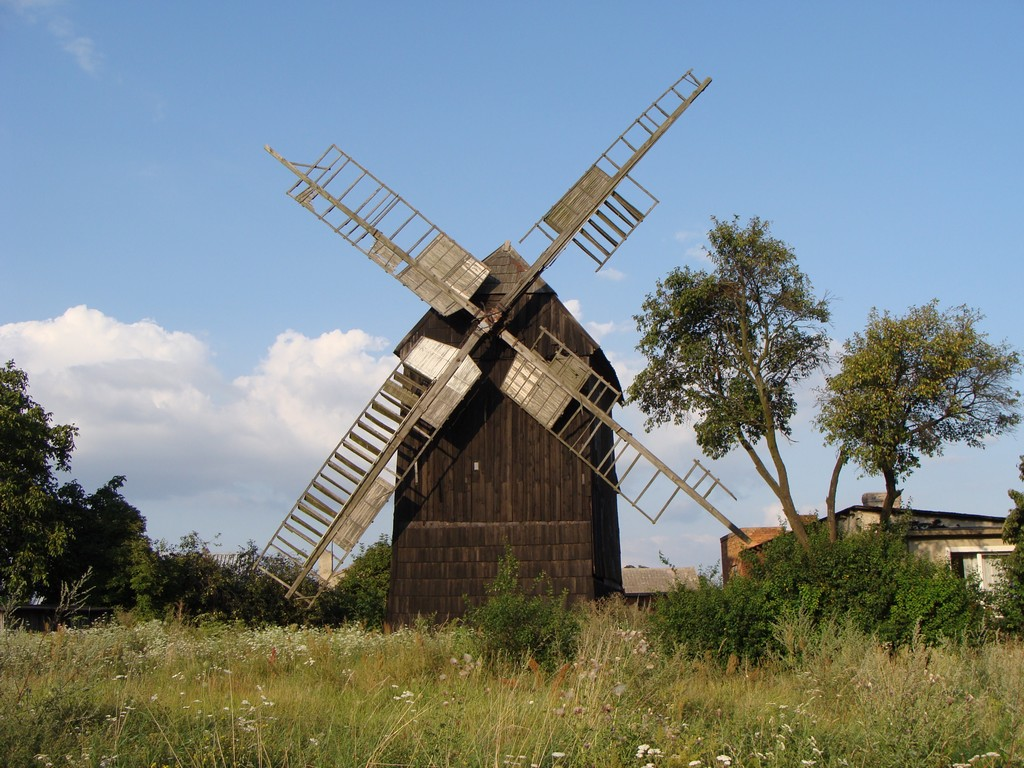
Historische Windmühle in Jerka

Jerka (deutsch Jägern) ist ein Dorf in der Region Großpolen, im mittleren Westen Polens. Es gehört zur Gemeinde Krzywiń im Powiat Kościański.
Der Ort liegt 17 Kilometer südöstlich von Kościan  und 45 Kilometer südlich von Poznań.
Im Jahre 2021 hatte Jerka 1462 Einwohner.
Im Mittelalter gehörte der Ort dem  Benediktinerkloster in Lubiń.
Im Dorf befinden sich die katholische Kirche und die Grundschule.
Sehenswert ist hier eine historische Windmühle aus dem 18. Jh.